# ハインリヒ・シュリーマン
ヨハン・ルートヴィヒ・ハインリヒ・ユリウス・シュリーマン（ドイツ語: Johann Ludwig Heinrich Julius Schliemann, 1822年1月6日 - 1890年12月26日）は、ドイツの考古学者、実業家。
シュリーマンがギリシア神話に登場する伝説の都市トロイアであると主張した遺跡を発掘したことから、実際にトロイアかどうかは根拠がなかった（シュリーマンがトロイアの時代とした地層は後年に否定されている）が地中海世界の古代文明遺跡を発掘して喧伝した影響は大きく、地中海考古学の父（Father of Mediterranean Archaeology）と呼ばれる。自伝『古代への情熱』は日本語にも複数回翻訳されている。
ちなみに、この遺跡を最初に発見したのはアマチュア考古学者フランク・カルヴァートであり、考古学者のなかにはシュリーマンを詐欺師と見るものもいる。また、発掘手法については多くの考古学者から「野蛮でずさん、適切な記録を残さず、遺跡地図もなければ、発掘品の説明もなく、地層を耕して破壊してくれた」と評されており、当時から考古学者のStephen Salisbury IIIなどから批判されている。
10カ国語以上の言語を使うことから、著書の研究は複数の言語を理解している必要があり、内容的にも会えるはずのない人物に会ったなどの事実関係に無理な内容が多く、様々な意味で難易度が高いとされる。
1865年には清と幕末の日本を訪れて旅行記を著わしている。日本には1カ月ほど滞在し、開港地横浜から八王子へ足を伸ばした折の日記がアテネのアメリカ古典学研究所に保管されており、日本語に翻訳・刊行されている。

## 生涯

### 生い立ち
メクレンブルク＝シュヴェリーン大公国（現ドイツ連邦共和国メクレンブルク＝フォアポンメルン州）ノイブーコウで、9人兄弟で6番目の子として生まれた。父エルンストはプロテスタントの説教師で、母ルイーゼはシュリーマンが9歳のときに死去し、シュリーマンは叔父の家に預けられた。13歳でギムナジウムに入学するが、貧しかったため1836年に退学して食品会社の徒弟になった。自伝には仕事の合間の勉強で15ヶ国語を完全にマスターしたとあるが、その可能性は低いとされている。
貧困から脱するため1841年にベネズエラに移住を志したものの、船が難破してオランダ領の島に流れ着き、オランダの貿易商社に入社した。1846年にロシア帝国の首都サンクトペテルブルクに商社を設立し、翌年ロシア国籍を取得した。この時期に成功し、1852年に30歳でロシア女性と結婚したが、後に離婚。さらにゴールドラッシュに沸くアメリカ合衆国カリフォルニア州サクラメントにも商社を設立し、成功を収める。クリミア戦争に際して、ロシアに武器を密輸して巨万の富を得た。

### トロイア

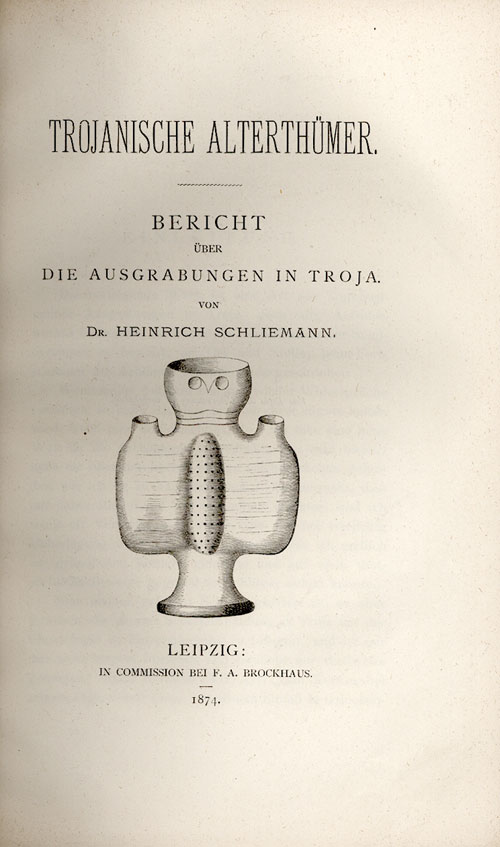
シュリーマンによるトロイア発掘報告書の扉絵（1874年の初版）

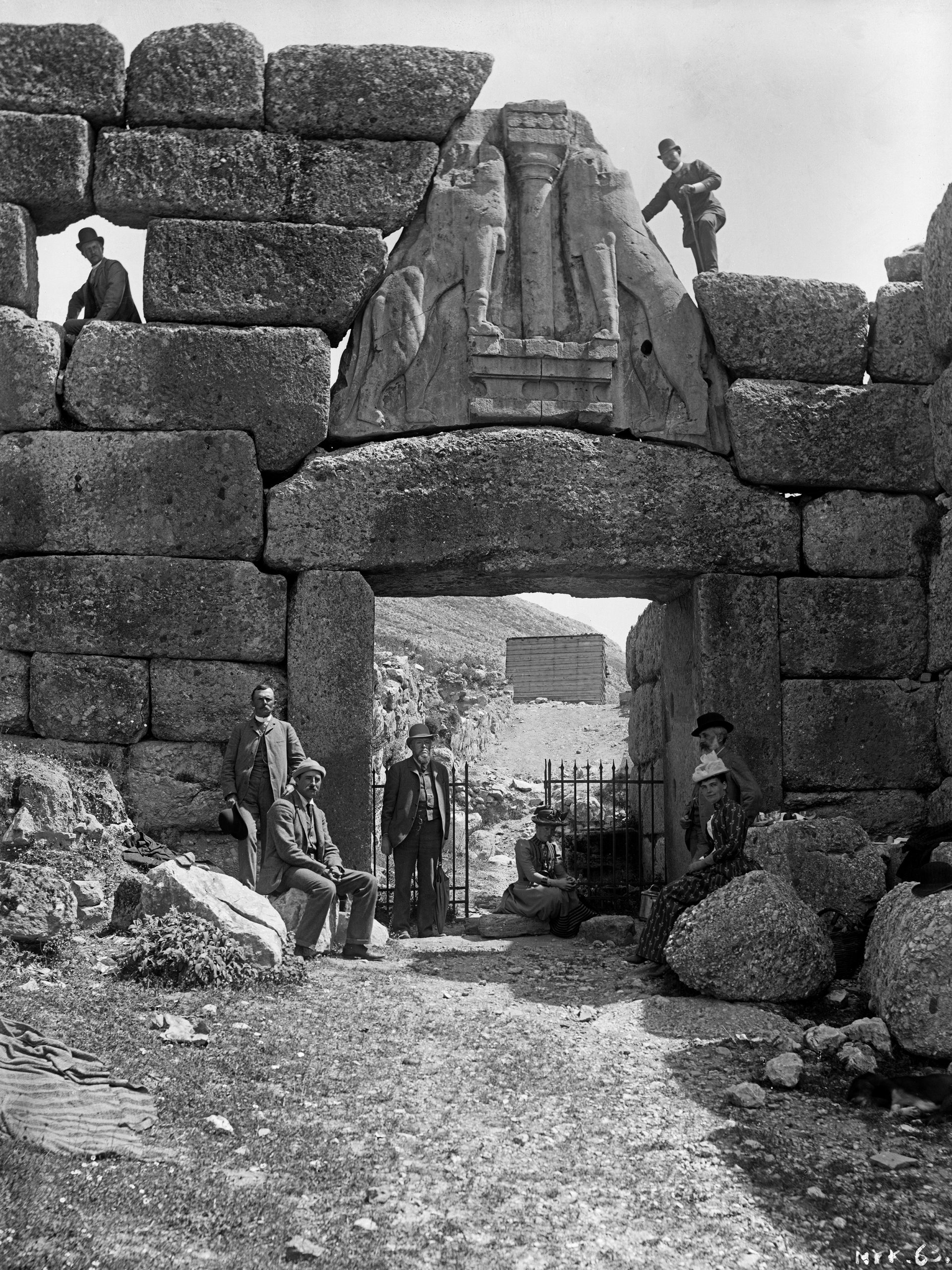
シュリーマンらによるミケーネの調査（1885年頃）

自身の著作では、幼少の頃にホメーロスの『イーリアス』に感動したのがトロイア発掘を志したきっかけとしているが、これは功名心の高かったシュリーマンによる後付けの創作である可能性が高い。シュリーマンの著作には「発掘当時は『トロイア戦争はホメーロスの創作』と言われ、トロイアの実在も疑問視されていた」という記述があるが、実際には当時もトロイアの遺跡発掘は行われていた。
シュリーマンは「発掘調査費を自弁するために貿易などの事業に奔走しつつ、『イーリアス』の研究と語学にいそしんだ」と自身の著作に何度も書き、講演でもそれを繰り返した。しかし実際には、発掘調査に必要な費用を用意できたので遺跡発掘のために事業を畳んだのではなく、事業を畳んでから遺跡発掘を思いついたのである。
またシュリーマンは世界旅行に出て、清に続いて日本を訪れた。自著 La Chine et le Japon au temps présent（石井和子訳『シュリーマン旅行記清国・日本』講談社学術文庫）では、当時の東アジアを描写している。それによれば日本に到着したのは1865年6月1日で、日本を出発したのは7月4日である。横浜滞在中に特に興味深かったものに、八王子へ向けての馬の旅を挙げている。シュリーマンは6月18日にイギリス人6人と馬丁7人で横浜から八王子に向かい、手織機をそなえた木造住宅、絹織物店がならぶ町並みを見て、大通りの井戸を観察した。
その後ソルボンヌ大学やロストック大学に学んだのち、ギリシアに移住して17歳のギリシア人女性ソフィアと再婚、オスマン帝国（現トルコ）本土であるアナトリア半島に発掘調査の旅に出た。発掘においてはオリンピア調査隊も協力に加わっていた。
1870年に無許可でこの丘の発掘に着手し、翌年正式な許可を得て発掘調査を開始した。1873年にいわゆる「プリアモスの財宝」を発見し、伝説のトロイアを発見したと喧伝した（今日では、その時代より千年以上も前のものとされている。）。この発見により、古代ギリシアの先史時代の研究は大いに進むこととなった。「プリアモスの財宝」はシュリーマンによってオスマン帝国政府に無断でギリシアのアテネに持ち出され、1881年に「ベルリン名誉市民」の栄誉と引き換えにドイツ帝国に寄贈された。第二次世界大戦中にソビエト連邦首都モスクワにあるプーシキン美術館の地下倉庫に移送され、現在は同美術館で公開展示されている。トルコ、ドイツ、ロシア連邦がそれぞれ自国の所有権を主張し、決着がついていない。
シュリーマンは発掘の専門家ではなく、当時は現代的な意味での考古学も整備されておらず、発掘技術にも限界があった。発掘にあたってシュリーマンはオスマン帝国政府との協定を無視し、出土品を国外に持ち出したり私蔵したりするなどした。発見の重大性に気づいたオスマン帝国政府が発掘の中止を命じたのに対し、帝都イスタンブールに駐在する西欧列強の外交官を動かして再度発掘許可を出させ、トロイアの発掘を続けた。こうした不適切な発掘作業のため遺跡にはかなりの損傷がみられ、これらは現在に至っても考古学者による再発掘・再考証を難しくしている。

### ギリシア考古学

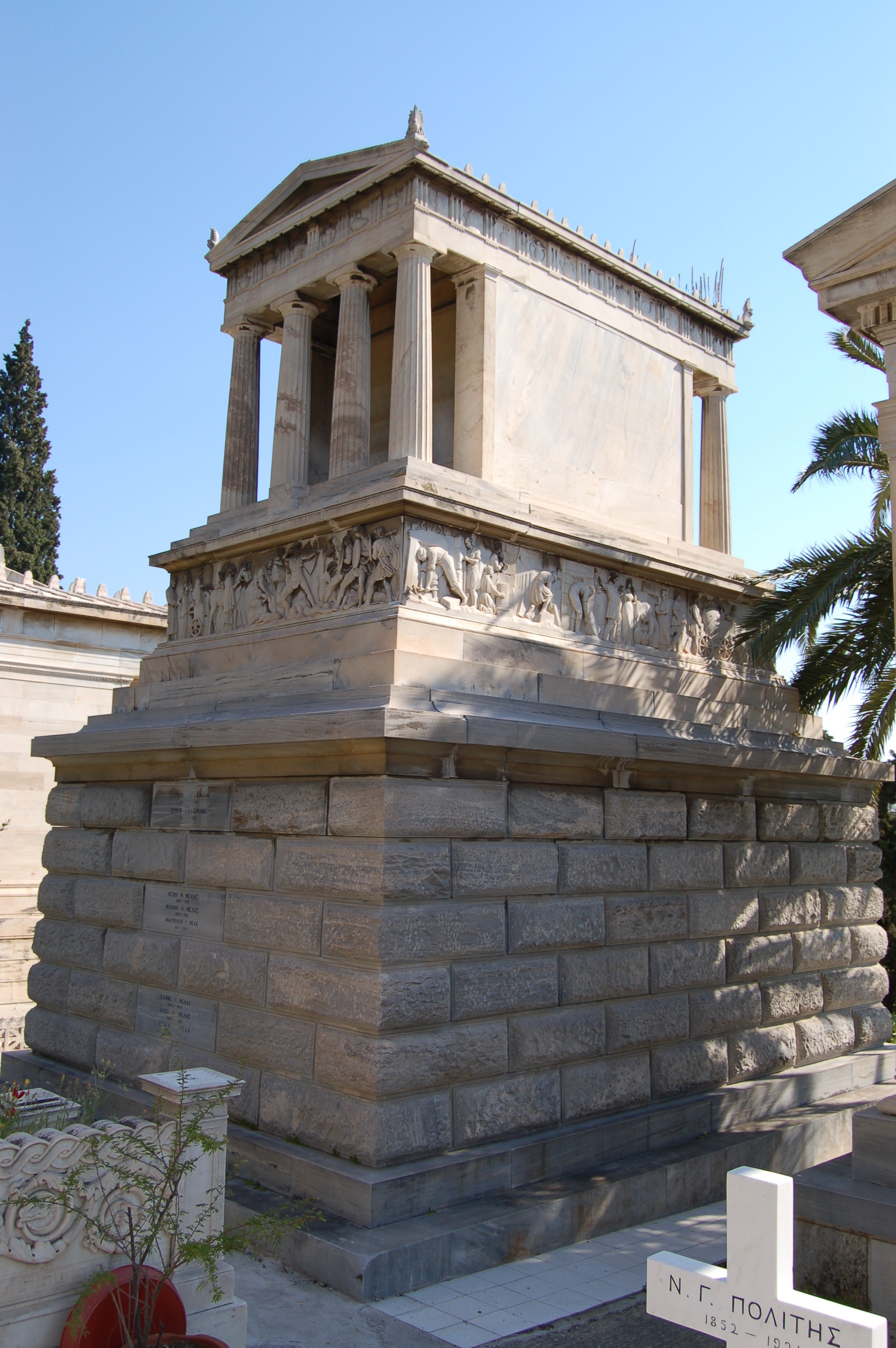
アテネ第一墓地の墓

シュリーマンは、発掘した遺跡のうち下から2番目（現在「第2市」と呼ばれる）がトロイア戦争時代のものだと推測したが、後の発掘で実際のトロイア戦争時代の遺跡は第7層A（下から7番目の層）であることが判明した。第2層は実際にはトロイア戦争時代より約1000年ほど前の時代の遺跡だった。これにより、古代ギリシア以前に遡る文明がエーゲ海の各地に存在したことをも証明した。
またシュリーマンは、1876年にミケーネでいわゆる「アガメムノンのマスク」のような豪奢な金製遺物を蔵した竪穴墓（竪穴式石室）を発見している（これも今日では、その時代より4百年以上も前のものとされている。）。1881年、トロイアの黄金をドイツ国民に寄贈してベルリンの名誉市民となった。建築家ヴィルヘルム・デルプフェルトの助力を得てトロイア発掘を継続する傍ら、1884年にはティリンスの発掘に着手。また、1880年頃からクレタ島でミノス王の宮殿跡捜査に着手し、1886年にはクノッソスで土地買取交渉を始めたが、土地価格が生えているオリーブの本数で決まるギリシャにおいて触込みより少ないオリーブの本数であったため、収益も重視するシュリーマンは土地の購入・発掘をやめ、この遺跡発見は4年後にアーサー・エバンスによって行われることになる。
1890年、旅行先のイタリア半島ナポリの路上で急死し、自宅のあったアテネの第一墓地に葬られた。

## 人物
- 事業を興して成功、次々に事業や拠点を変えながら商才を発揮、大金をなした。
- 自伝では18ヶ国語を話せたとある[6]が、可能性は低いとされている[7][8]。

## 日本語訳一覧
（）内は、国会図書館デジタルコレクションへの外部リンクである。 
- Selbstbiographie bis zu seinem Tode vervollständigt, 1892.
  - 『先史世界への熱情 シュリーマン自叙伝』村田数之亮訳、星野書店、1942年（NDLJP:1058061）
    - 『先史世界への熱情 シュリーマン自敍伝』村田数之亮訳、みすず書房、1950年（NDLJP:1161905）
    - 『古代への情熱 シュリーマン自伝』村田数之亮訳、岩波文庫、1954年（改版1976年） ISBN 4003342011
    - 『古代への情熱 シュリーマン自伝』村田数之亮訳、ワイド版岩波文庫、1991年。ISBN 4000070762

  - 『先史時代への情熱』立川洋三訳、平凡社〈世界教養全集〉、1962年（新版1974年）
    - 『古代への情熱』立川洋三訳、ポプラ社〈世界の名著〉、1968年

  - 『古代への情熱 発掘王シュリーマン自伝』佐藤牧夫訳、角川文庫、1967年（改版1994年） ISBN 4043158017
  - 『古代への情熱 シュリーマン自伝』関楠生訳、新潮文庫、1977年（改版2004年） ISBN 4102079017
  - 『古代への情熱』池内紀訳、小学館〈地球人ライブラリー〉、1995年。ISBN 4092510209
    - 『古代への情熱』池内紀訳、角川ソフィア文庫、2023年。ISBN 4044007446

- La Chine et le Japon au temps présent, Paris: Librairie centrale, 1867.
  - 『日本中国旅行記』藤川徹訳、雄松堂出版〈新異国叢書 第Ⅱ輯6〉、1982年。ISBN 4841902074（NDLJP:12230717）
  - 『シュリーマン旅行記 清国・日本』石井和子訳、エス・ケイ・アイ、1991年
    - 『シュリーマン旅行記 清国・日本』石井和子訳、講談社学術文庫、1998年。ISBN 4061593250

- 『シュリーマンと八王子 トロイア遺跡発見者が世界に伝えた八王子』伊藤貴雄訳、第三文明社、2022年

## 伝記
- エミール・ルートヴィヒ『シュリーマン トロイア発掘者の生涯』秋山英夫訳 白水社、新版2022年ほか
- エルヴェ・デュシエーヌ（wikidata）『シュリーマン・黄金発掘の夢』「知の再発見」双書：創元社、1998年
- キャロライン・ムアヘッド（英語版）『トロイアの秘宝 その運命とシュリーマンの生涯』芝優子訳 角川書店、1997年
- 大村幸弘『トロイアの真実 アナトリアの発掘現場からシュリーマンの実像を踏査する』大村次郷写真、山川出版社、2014年